# Лейн, Нейтан
Не́йтан Лейн (англ. Nathan Lane; имя при рождении — Джо́зеф Лейн (англ. Joseph Lane); род. 3 февраля 1956, Джерси-Сити, Нью-Джерси, США) — американский актёр театра, кино, телевидения и озвучивания. Лауреат трёх премий «Тони» (1996, 2001, 2018) и трёх «Эмми» (1996, 2001, 2022). Двухкратный номинант на премию «Золотой глобус» (1997, 2006).
Лейн наиболее известен по работе в театре, по ролям в фильмах «Клетка для пташек» (1996), «Продюсеры» (2005), «Мышиная охота» (1997), сериалах «Американская семейка» (2010—2017), «Хорошая жена» (2012—2014), «Народ против О. Джея Симпсона: Американская история преступлений» (2016), а также по озвучиванию взрослого Тимона в трилогии «Король Лев» (1994—2004).

## Биография

### Ранние годы
Нейтан Лейн родился в 1956 году в Джерси-Сити (штат Нью-Джерси) в семье ирландско-американских католиков. При рождении был назван как Джозеф в честь своего дяди, священника-иезуита. Его отец, Дэниэл Джозеф Лейн, водил грузовики и был талантливым тенором, но умер от алкоголизма в 1967 году, когда Нейтану было одиннадцать лет. Его мать, Нора Вероника Лейн (в девичестве Финнерти), была домохозяйкой и секретаршей; она страдала от маниакально-депрессивного психоза, и скончалась в 2000 году. У Нейтана также есть два брата — Дэниэл-младший и Роберт.
Нейтан учился в католических школах, где ещё тогда у него открылся актёрский талант. В 1974 году он был признан «Лучшим актёром» в подготовительной школе Святого Петра (англ. St. Peter's Preparatory High School).
Лейн дважды (в 2013 и 2015 годах) номинировался на включение в Зал славы Нью-Джерси.

### Личная жизнь
После смерти Мэттью Шепарда Нейтан Лейн совершил каминг-аут как гей. 17 ноября 2015 года он сочетался браком со своим партнёром, театральным продюсером и писателем Девлином Эллиоттом, с которым пробыл вместе 18 лет.

## Карьера
Лейн по стипендии был принят в колледж Святого Иосифа (англ. Saint Joseph's University), и отправился туда вместе со своим братом Дэниэлом. В день своего прибытия в колледж он узнал, что его актёрская стипендия не покрывает расходы на проживание и учёбу, и решил уйти, чтобы в течение года заработать денег. Поскольку в актёрсом профсоюзе уже был зарегистрирован актёр под именем Джозеф Лейн, он изменил своё имя на Нейтан — в честь Нейтана Детройта, персонажа мюзикла «Парни и куколки». Он перебрался в Нью-Йорк, где, после долгих трудов, всё же смог запустить свою карьеру актёра, начав с комедийных стенд-ап-шоу вместе с Патриком Стэком, а затем — в небродвейских постановках в ряде местных театров. Лейн дебютировал на Бродвее в 1982 году, в возрождённой версии постановки Ноэля Кауарда «Этот смех» (за свою роль он был номинирован на премию «Драма Деск»). Второй раз на Бродвее он появился в 1983 году в мюзикле «Мерлин» с Читой Риверой и Дагом Хеннингом. Позже Лейн принял участие в ряде постановок, включая мюзикл «Ветер в ивах».
В 1992 году Нейтан Лейн попал в возврождённую версию мюзикла «Парни и куколки». Исполнение роли того самого Нейтана Детройта, у которого он когда-то позаимствовал имя, принесло ему первую номинацию на премию «Тони», а также «Драма Деск» и премию Внешнего общества критиков .В том же 1992 году он выиграл премию «Obie».
Нейтан довольно активно работал со своим близким другом, сценаристом Терренсом МакНэлли. После ряда бродвейских постановок он познакомился со Стивеном Сондхеймом. Впервые они поработали вместе в «Убийцах» и «Мудрецах». Вновь Сондхейм и Лейн встретятся уже в 2004 году, в процессе работы над мюзиклом «Лягушки» в центре Линкольна. Стивен даже написал песню для Нейтан, которую он исполнил в фильме «Клетка для пташек». Этот фильм принёс Лейну номинацию на премию «Золотой глобус» за лучшую мужскую роль в комедии или мюзикле.
Пьесами МакНэлли и Сондхейма дело не ограничивалось — Лейн играл во множестве внебродвейских постановок того времени, среди них: «Мера за меру», «The Common Pursuit» и «The Film Society».
К концу 90-х на счету Лейна уже были такие картины, как «Фрэнки и Джонни», «Семейные ценности Аддамсов», «Мышиная охота» и т. д.
Нейтан Лейн получает вторую премию «Тони» за главную роль в мюзикле «Продюсеры» (первую он получил за «Забавное происшествие по дороге на Форум»). Он также выступил в качестве замены Ричарда Дрейфуса в 2004 году, что принесло ему премию Лоренса Оливье как лучшему актёру мюзикла.
В 2005 году выходит фильм «Продюсеры» — экранизация мюзикла, где Нейтан сыграл ранее. Его партнёр по этому мюзиклу, Мэттью Бродерик, также сыграл в фильме. За эту роль Лейн получает вторую номинацию на «Золотой глобус».
В 2006 году Лейн удостоен Звезды на Голливудской Аллее Славы за свой вклад в развитие киноиндустрии. Её номер — 6801.
После Лейн появился в нескольких фильмах, включая «На трезвую голову» и «Щелкунчик и Крысиный Король». В 2012 году состоялся выход фильма «Белоснежка: Месть гномов», где актёр исполнил одну из главных ролей — Брайтона — преданного слуги Королевы.

## Избранная фильмография
| Год  |    | Русское название             | Оригинальное название           | Роль                              |
| ---- | -- | ---------------------------- | ------------------------------- | --------------------------------- |
| 1991 | ф  | Он сказал, она сказала       | He Said, She Said               | Уолли Турман                      |
| 1991 | ф  | Фрэнки и Джонни              | Frankie and Johnny              | Тим                               |
| 1994 | мф | Король Лев                   | The Lion King                   | Тимон                             |
| 1995 | ф  | Джеффри                      | Jeffrey                         |                                   |
| 1996 | ф  | Клетка для пташек            | The Birdcage                    | Альберт                           |
| 1997 | ф  | Мышиная охота                | MouseHunt                       | Эрни Шмунц                        |
| 1998 | мф | Король Лев 2: Гордость Симбы | The Lion King II: Simba's Pride | Тимон                             |
| 2000 | ф  | Настоящая женщина            | Isn't she great                 | Ирвинг Мэнсфилд                   |
| 2002 | ф  | Остин Пауэрс: Голдмембер     | Austin Powers in Goldmember     | таинственный человек на дискотеке |
| 2004 | мф | Король Лев 3: Хакуна матата  | The Lion King 3: Hakuna Matata  | Тимон                             |
| 2005 | ф  | Продюсеры                    | The Producers                   | Макс Бьелисток                    |
| 2008 | ф  | На трезвую голову            | Swing Vote                      | Арт Крамб                         |
| 2010 | ф  | Щелкунчик и Крысиный Король  | The Nutcracker in 3D            | дядя Альберт                      |
| 2012 | ф  | Белоснежка: Месть гномов     | Mirror Mirror                   | Брайтон                           |
| 2017 | ф  | Сидни Холл                   | Sidney Hall                     | Харолд                            |
| 2021 | ф  | Убийства в одном здании      | Only Murders in the Building    | Тедди Димас                       |